# Édessa
Edessa (en griego, Έδεσσα) es una ciudad situada en la región de Macedonia Central, en Grecia. Según el censo de 2011, tiene una población de 18 229 habitantes.
Es la capital del municipio homónimo y de la unidad regional de Pella. También era la capital de la disuelta provincia homónima.
La ciudad es famosa por sus doce cascadas.

## Nombre
El antiguo nombre griego Edessa fue utilizado por Seleuco I Nicator para nombrar una antigua ciudad del norte de Mesopotamia, actualmente Şanlıurfa (Turquía).
Este nombre ha sido asociado por estudiosos en el campo con la palabra Vedi (βέδυ, agua). La palabra Vedi está lingüísticamente emparentada con las palabras Hydor (ύδωρ, agua), Vidra (βίδρα, nutria), Idros (ίδρως, sudor) e Ídrosa (ίδρωσα, sudado). Según Ulrich Wilcken, en su biografía de Alejandro Magno, la palabra tiene un origen ilirio, "ciudad de aguas", por su catarata y su abundancia de agua. Esta teoría cobra cierto peso si consideramos las influencias del antiguo eslavo eclesiástico (griego: Βοδενά, antiguo eslavo eclesiástico: Водьнъ, proviniendo este de Voda, «agua»). En búlgaro la ciudad es conocida como Voden (Воден); en turco, Vodina; y en arrumano, Édessa.

## Municipio

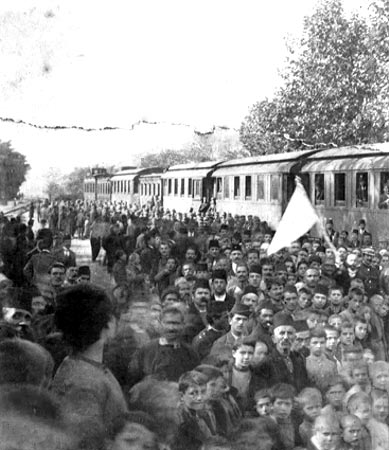
Edessa el 30 de octubre de 1912.

El municipio de Edessa fue formado en 2011 por la reforma de gobierno (Plan Calícrates) con la unión de los dos municipios que figuran a continuación, que pasaron a ser unidades municipales:
- Edessa
- Vegorítida

## Historia

### Edessa en la Antigüedad

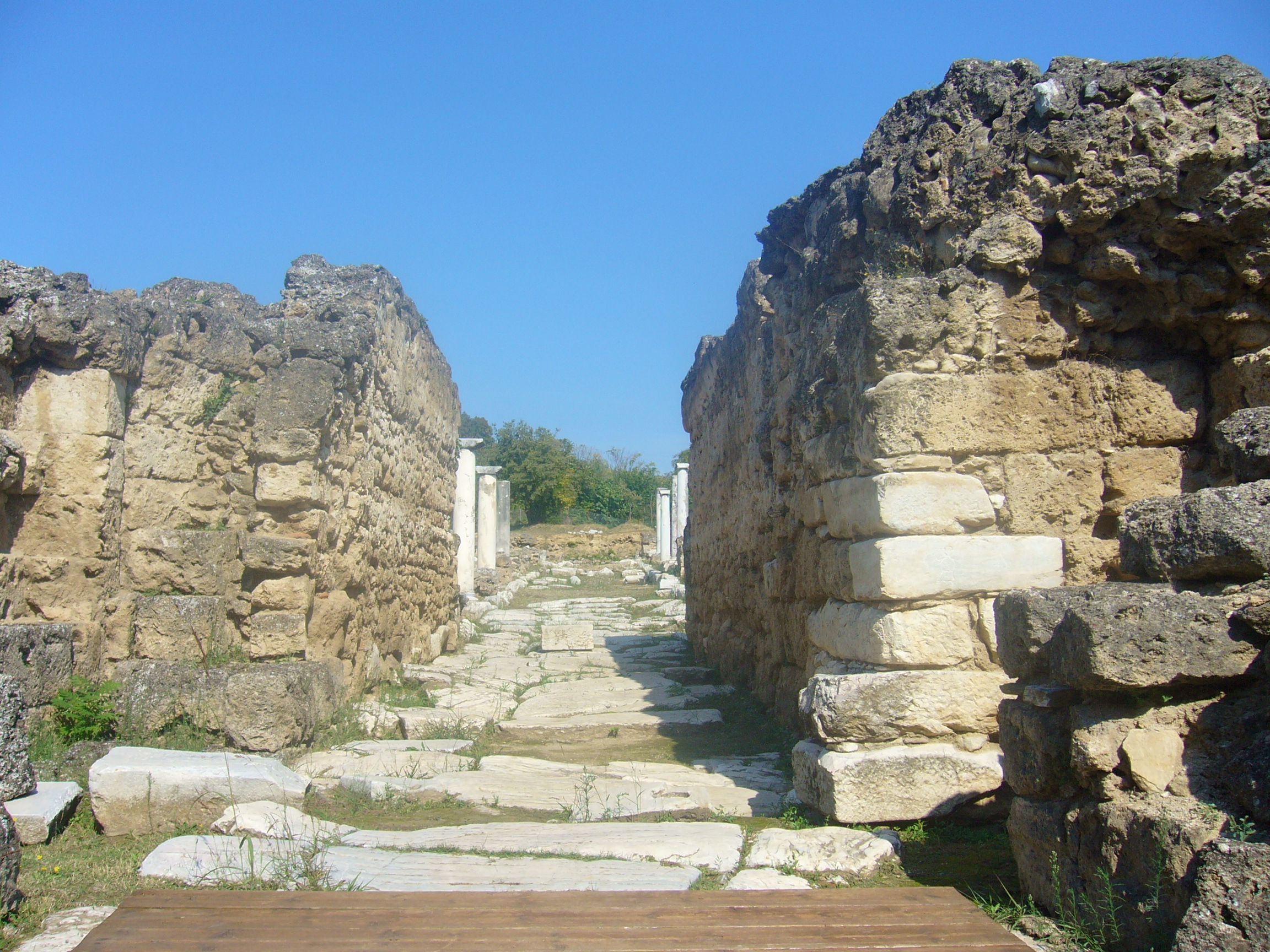
Restos de una calle antigua.

Se han encontrado restos arqueológicos justo debajo de la ciudad. Las murallas y varios edificios ya han sido desenterrados.
En el año 814 a. C., Cárano de Macedonia designó a Edesa como capital del Primer Imperio Macedonio. Fue conquistada por los romanos en el año 168 a. C. También se ha encontrado una columnata con inscripciones en griego de la época del Imperio romano. La ciudad adquirió cierta prominencia en los primeros siglos después de Cristo, por estar localizada en la Vía Egnatia. Desde el 27 a. C. hasta el 268, la ciudad tuvo su propia moneda. Santa Vassa y sus tres hijos fueron ejecutados en la ciudad.

### Edad Media
Poco se conoce sobre el destino de la ciudad después del año 500 después de Cristo, pero se sabe que su obispo griego, Isidoros, participó en el Consejo Ecuménico del año 692.
En el año 989, los búlgaros toman Edessa. Tras 24 años de control búlgaro, la ciudad fue reconquistada por Vasilios II, aunque los búlgaros la recuperaron 12 años más tarde. En ese mismo siglo, según el historiador bizantino Juan Skylitzes, la ciudad se conoce como Edessa y como Vodena. Tras la Cuarta Cruzada en 1204, Edessa pasa a formar parte del Reino Latino de Tesalónica hasta 1218, cuando Teodoro del Épiro expulsó a los cruzados y la anexionó al Épiro. En el año 1252, Edessa es conquistada por Miguel VIII Paleólogo e incorporada al Imperio de Nicea.
Tras caer en manos del emperador serbio Esteban Uroš IV Dušan el Poderoso, entre los años 1341 y 1343, Juan VI Cantacuceno fue a Edessa para conquistarla en el año 1350. En los escritos de Juan VI Cantacuceno, consta que Edessa contaba con un ejército serbio de más de quinientos soldados protegiendo la ciudad. Durante la ocupación, los serbios destruyeron los edificios públicos y privados, además de esclavizar a gran parte de la población. La ciudad pasó a manos otomanas como el resto de Macedonia alrededor del 1390. En el año 1395, la ciudad fue totalmente destruida a causa de un terremoto. Tras el terremoto, la ciudad empezó a reconstruirse donde se encuentra hoy en día.
La primera escuela de la ciudad fue construida por los monjes en el año 1750 y la primera escuela secundaria, llamada "Hellinomuseon", fue construida en 1782. Durante el dominio otomano la población turca de la ciudad creció. A partir de 1860, pasó a ser objeto de deseo para griegos y búlgaros.

### SiglosXIXyXX

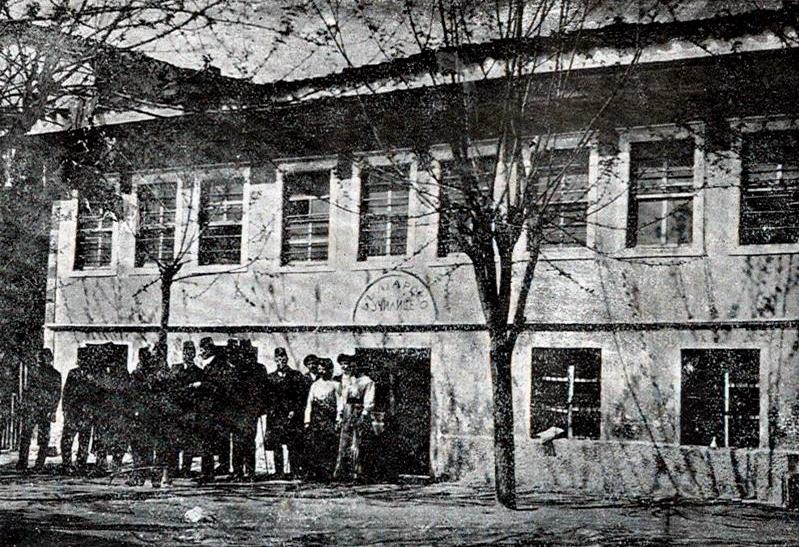
Escuela búlgara del

Durante la segunda mitad del siglo XIX y principios del XX, se construyeron numerosos edificios de carácter público, como el primer hospital de la ciudad en 1862 y una vía férrea que conectaba Edessa con Bitola, Macedonia, en 1892. En 1895 se construye la primera fábrica textil; en 1900 se construye la Gran Mezquita Gení Tzamí, y en 1922, el primer gimnasio, llamado "Perikalles".
Durante la Guerra de los Balcanes, el 18 de octubre de 1912, tras más de 500 años de dominio otomano, Edessa fue anexada por Grecia. En esa época, Edessa estaba en pleno proceso de industrialización, que hizo que se consolidara como uno de los mayores centros industriales de Macedonia. Cuatro grandes fábricas de tejidos estaban operando en 1914, utilizando las cascadas como fuente de energía. En 1915, Edessa envió su primer diputado al Parlamento griego y se eligió al primer alcalde. Antes de la Primera Guerra Mundial, la región de Edessa estaba habitada por griegos, así como por una gran cantidad de turcos y búlgaros; pero tras el intercambio de población entre Grecia y Turquía las gran mayoría de los turcos residentes en la zona fueron expulsados. Muchos de los refugiados de Asia Menor se instalaron en la zona en 1923. La población pasó de 9.441 a 13.115 habitantes en los años 20 y se especializó en la producción de seda, permitiendo a los habitantes gozar de buenas condiciones de vida durante el periodo de entreguerra (1922-1940). Entre 1924 y 1940, el gran desarrollo industrial de la ciudad hizo que se conociese como "la Mánchester del este". En 1935 una gran inundación destruyó gran parte de la ciudad. Entretanto, Dimitris Giakas participó en los Juegos Olímpicos de Berlín 1936, convirtiéndose en la primera persona nacida en Edessa que participa en unos Juegos Olímpicos.

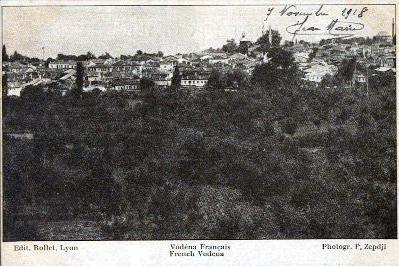
Edessa en 1918.

Los alemanes ocuparon la ciudad hasta 1944. Como represalia por el ataque a un soldado por parte de la resistencia, los nazis incendiaron la ciudad. La mitad de la ciudad, incluyendo la Catedral y la primera escuela primaria, fue destruida, y miles de personas se quedaron sin hogar.
Durante la guerra civil griega, en 1948, Edessa fue atacada dos veces por el Ejército Democrático de Grecia, bajo control de los comunistas. El Frente Eslavo-Macedonio de Liberación (o NOF en macedonio) tuvo una gran influencia en la zona. En 1946, once Unidades Partidistas Eslavo-Macedonias operaban en la ciudad. El NOF tenía un Comité Regional con sede en Edessa, pero la ciudad continuó estando gobernada por el gobierno nacional. Cuando el NOF se fusionó con el Ejército Democrático de Grecia (DSE), muchos de los macedonios eslavos de la zona se alistaron como voluntarios en el DSE. Tras la guerra en 1949, muchos comunistas fueron expulsados y huyeron a Europa del Este.

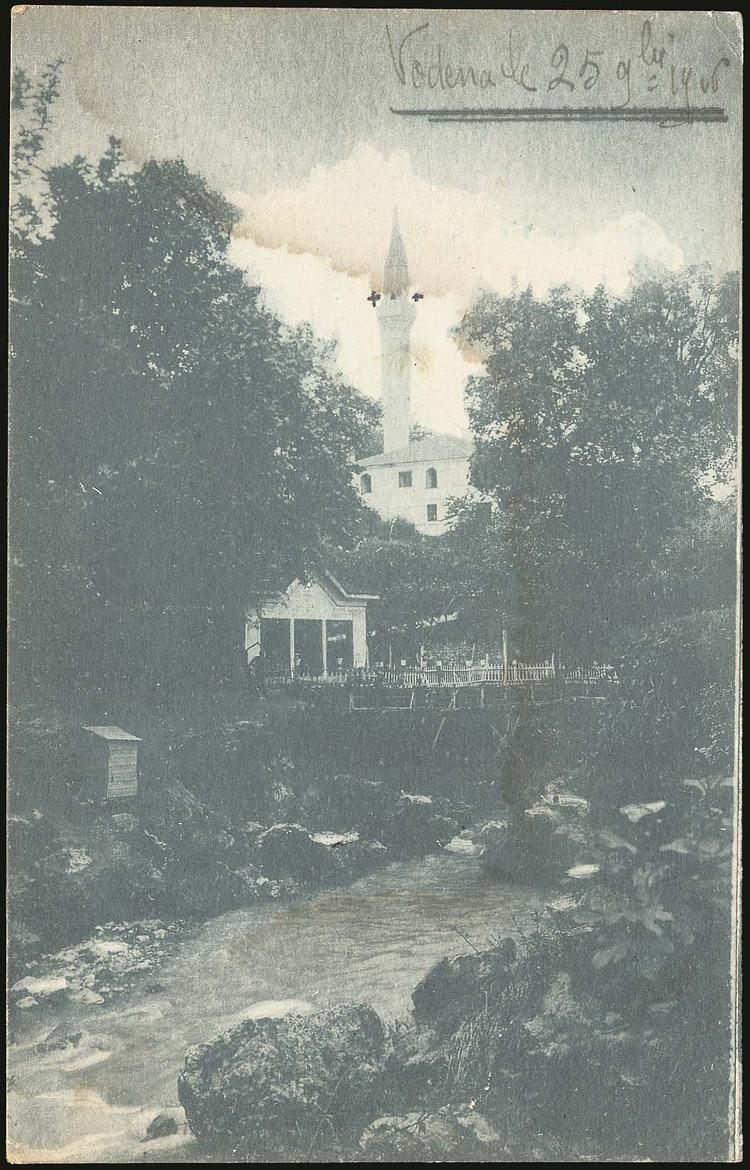
La mezquita en 1906

 En la posguerra, Edessa empezó a perder gradualmente competitividad, lo que la llevó a perder dinero y población. Actualmente no hay grandes fábricas en la ciudad. Al principio del siglo XXI, la economía de la ciudad se basaba principalmente en los servicios, en su mayoría relacionados con sus funciones como la capital de la unidad regional de Pella, y en el turismo, gracias a sus cataratas y a los deportes de invierno.

## Población histórica

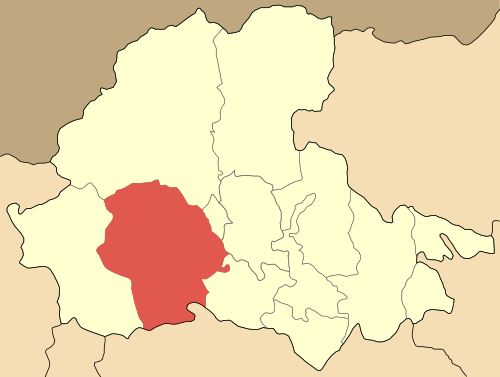
Municipalidad de Edessa

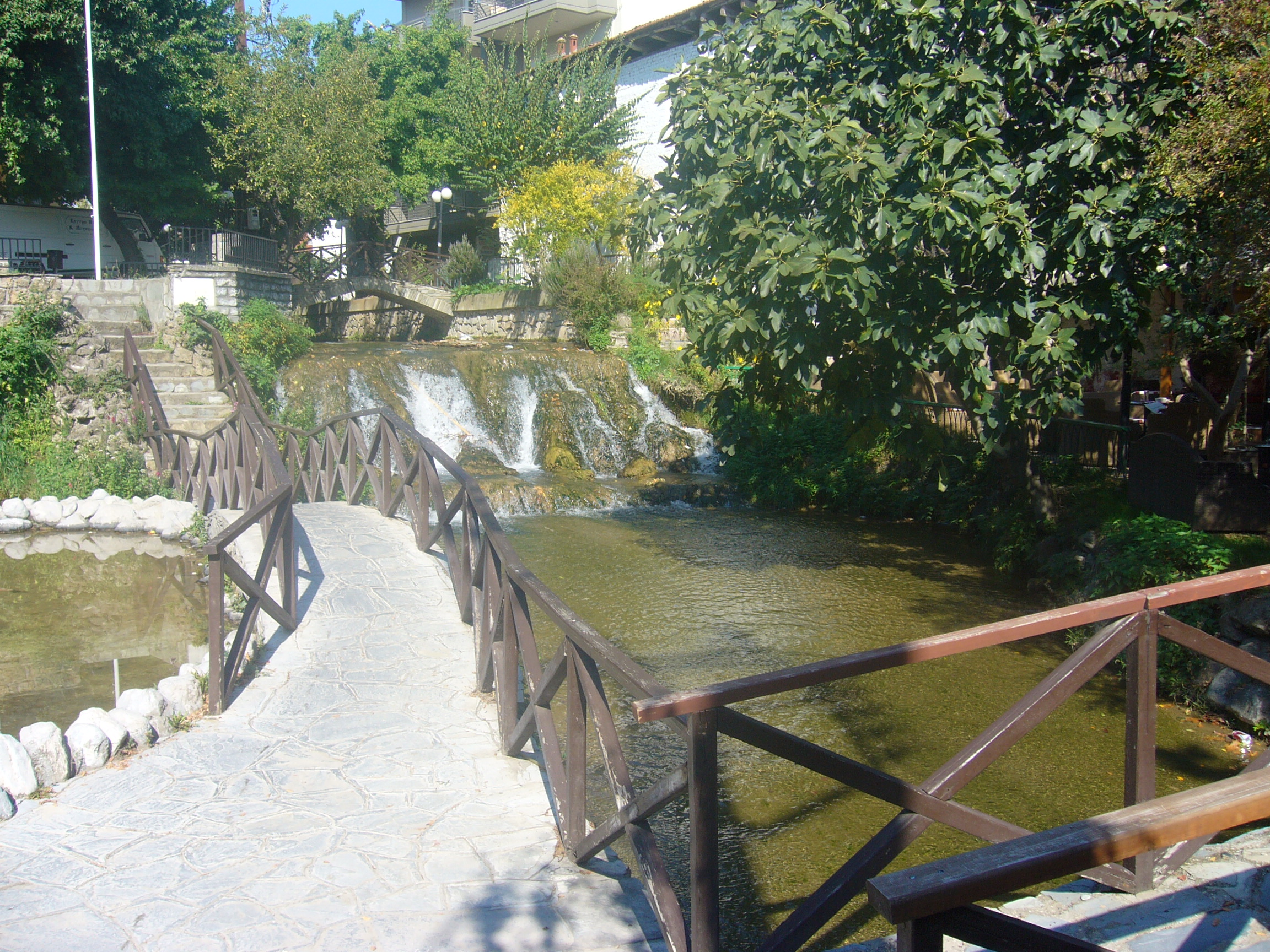
Parque de Ipolimou

| Población histórica   |                        |                               |
| (Población 1913-2011) |                        |                               |
| Año                   | Población de la ciudad | Población de la Municipalidad |
| 1913                  | 8846                   | -                             |
| 1920                  | 9441                   | -                             |
| 1928                  | 13.115                 | -                             |
| 1940                  | 12.000                 | -                             |
| 1951                  | 14.940                 | -                             |
| 1961                  | 15.534                 | -                             |
| 1971                  | 13.967                 | -                             |
| 1981                  | 16.642                 | -                             |
| 1991                  | 17.659                 | 25.051                        |
| 2001                  | 18.253                 | 25.619                        |
| 2011                  | 18.229                 | 28.814                        |

## Sitios de interés

### Belleza natural

#### La Catarata Káranos
La Catárata Káranos es una enorme catarata de 70 m formada por el río Edessaios en su paso por la ciudad. La catarata tiene su origen tras un fuerte terremoto en el siglo XIV.

#### Pequeñas cataratas
Muchos de los canales que fluyen por la ciudad dan lugar a pequeñas cataratas en el centro de la ciudad. Muchos bares y cafeterías abren en torno a estas cataratas.

#### Río Edessaios
Un río que transcurre por la ciudad. Si se va por la ribera de este, se llega al Parque de Kioupri, donde está el Puente Bizantino.

#### La Gran Roca

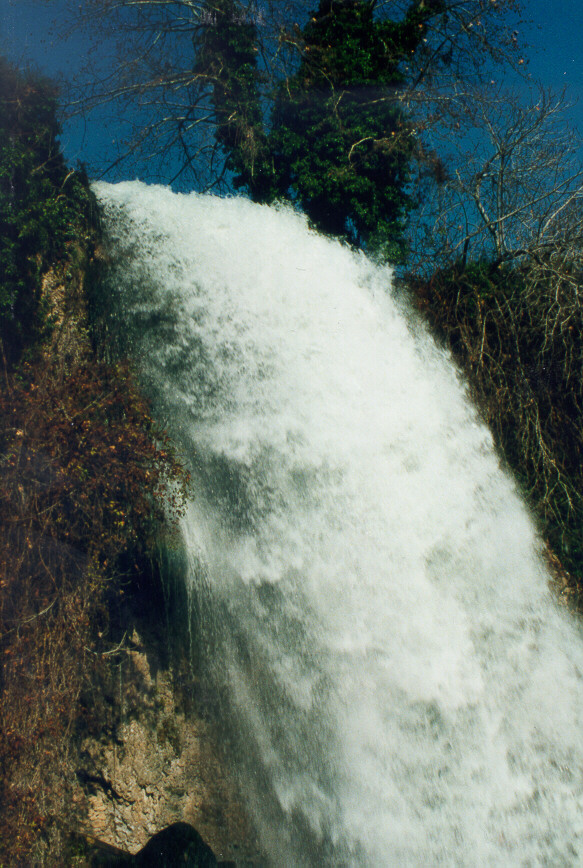
La Gran Catarata

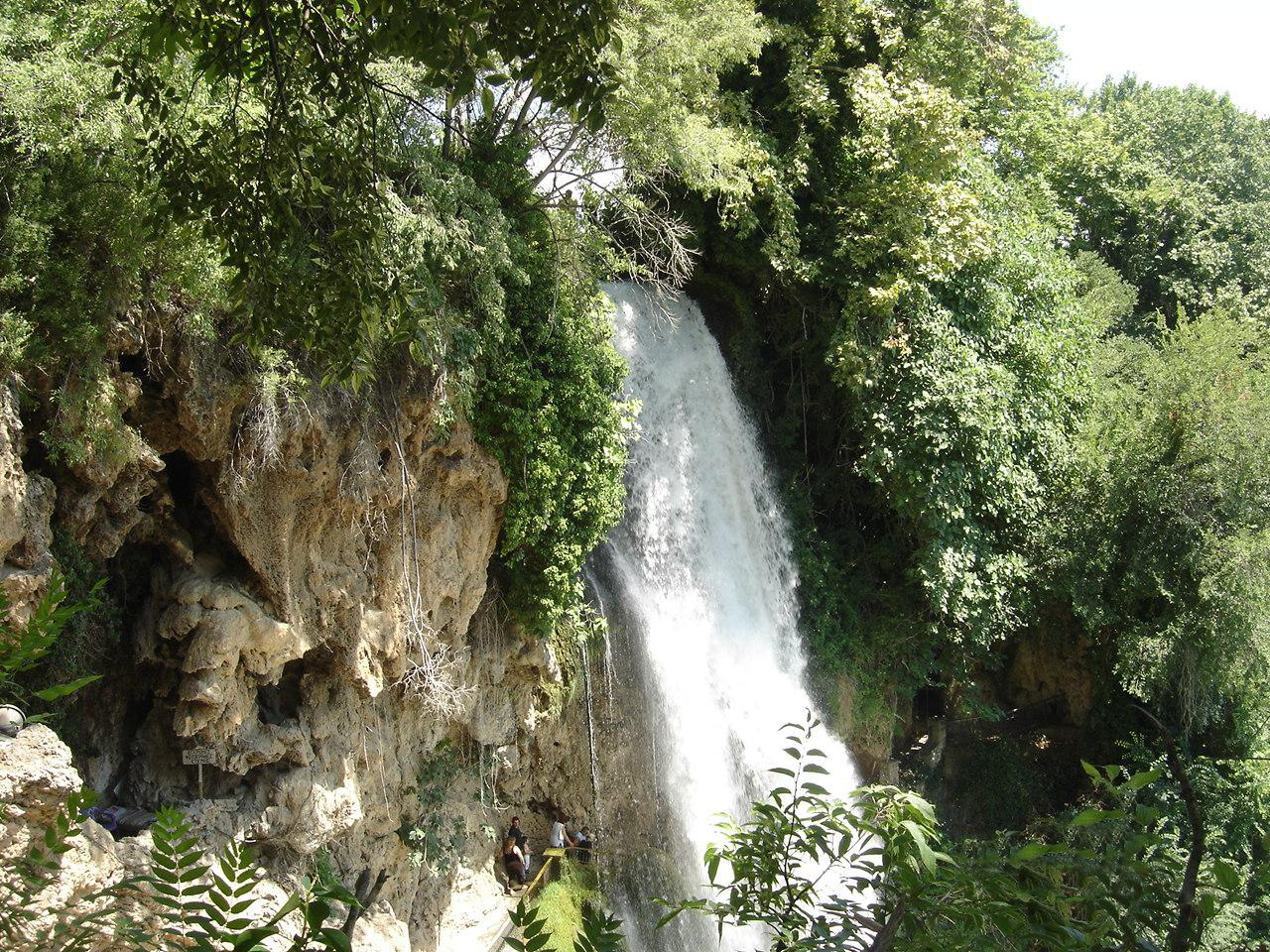
La Gran Catarata

Una gran roca situada en la Planicie de Loggos desde la cual puede verse incluso el Monte Athos los días claros. La entrada es gratuita.

#### Parque de los Mil Pinos
Un parque repleto de pinos con instalaciones deportivas. Es un buen sitio para hacer pícnic y se puede acceder fácilmente.

#### Colina 606
Una colina de 606 metros desde la que pueden verse la ciudad y la Planicie de Loggos. Está situada a 6 kilómetros de Édessa, y se puede llegar desde el Bosque de Gavaliotissa. En ella se puede hacer ciclismo y senderismo.

### Restos arqueológicos

#### Ciudad antigua

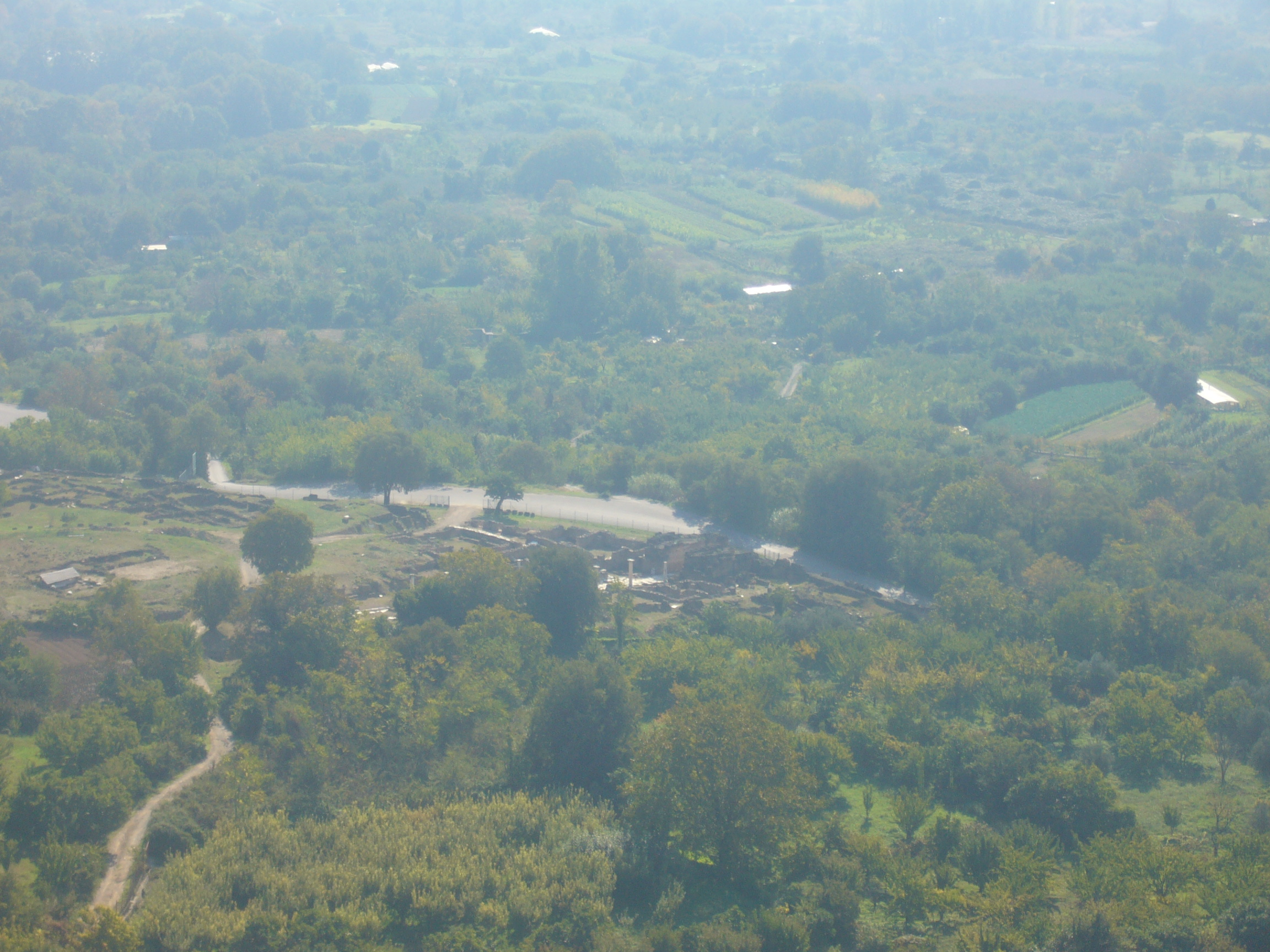
Restos de la Ciudad Antigua

La ciudad antigua fue construida en la fértil planicie de Loggos. Fue fundada en el año 814 a. C. por el rey macedonio Cárano. Estos restos están a tan sólo 3 kilómetros de la ciudad. También puede visitarse el camino antiguo, que va desde Varosi hasta la ciudad antigua en 10 minutos. La entrada es gratuita.

#### Muralla antigua
La acrópolis de la ciudad estaba fortificada por una muralla de la que aún quedan partes de hasta 6m de altura. Algunas partes pueden verse desde los apartamentos de la ciudad.

#### Puente bizantino
Se cree que el puente fue parte de la Vía Egnatia. También hay un pequeño lago y un parque al lado del puente.

### Edificios y construcciones

#### Iglesia de la Asunción de la Virgen
La Iglesia de la Asunción de la Virgen es una iglesia bizantina construida en el siglo XIV. Situada en el centro histórico de Varosi, cuenta con pinturas en sus muros del siglo XIV y un gran icono de madera.

#### Iglesia de los Santos Apóstoles Pedro y Pablo

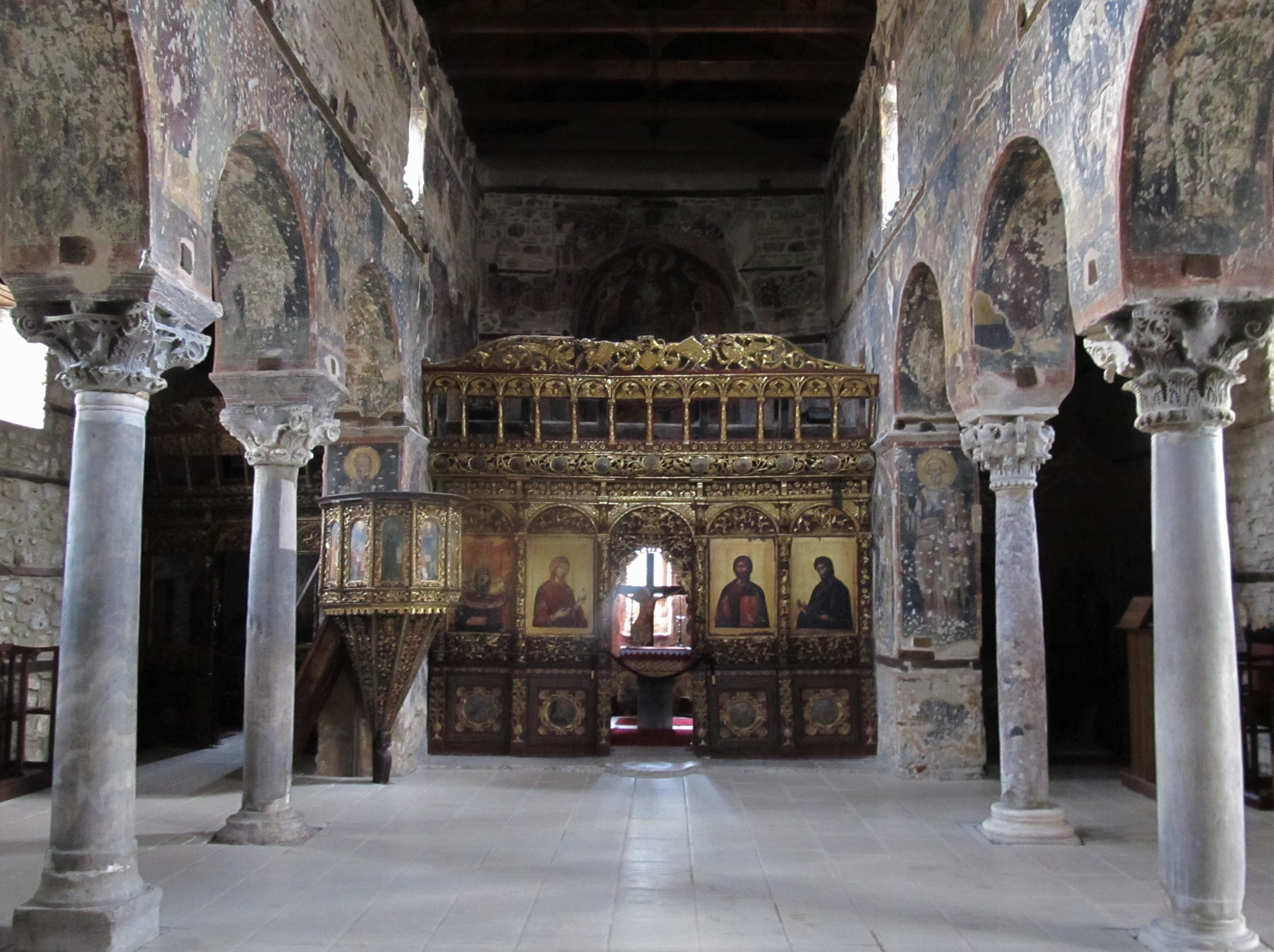
El Antiguo Obispado, vista interior

Una segunda iglesia bizantina en el centro histórico de Varosi. Tan sólo abre el 29 de junio.

#### Museo del Agua
Este museo muestra la historia de la industria en la ciudad. Sus grandes atrtactivos son los molinos de viento y los talleres. Está situado cerca del Parque de Káranos.

#### Acuario del Museo del Agua
Situado en un antiguo molino de harina, el acuario recoge a gran parte de los peces endémicos de Grecia. El precio de la entrada es de 1,50€. Abierto todos los días excepto los martes de 10:00 a 18:00.

#### Monasterio de Agia Triada
El monasterio fue construido en 1865 sobre las ruinas de un antiguo templo cerca de la ciudad antigua. El monasterio se sitúa a 3 km de la ciudad.

#### Cuartel de Varosi
Fue un cuartel cristiano durante la ocupación otomana. El cuartel tiene caminos de piedra, museos, galerías y hoteles.

#### Museo del Folklore

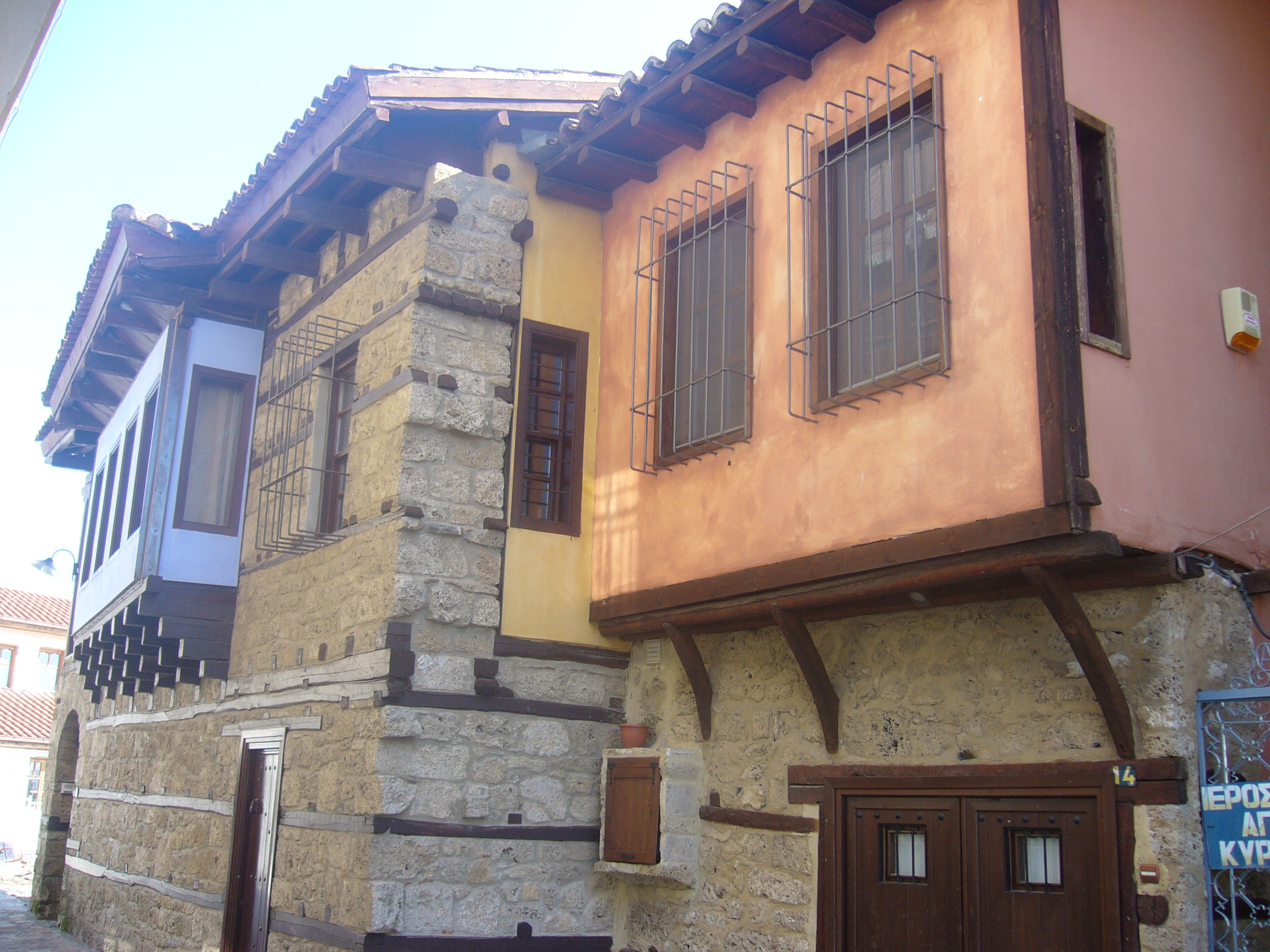
Una calle tradicional.

Situado en una casa de arquitectura neoclásica donada por Don y Doña Sivena, cuenta con una colección de trajes tradicionales, utensilios domésticos, herramientas de artesanos de los siglos XIX y XX. El precio de la entrada es de 1,50 € y está abierto todos los días de 10:00 a 18:00 excepto los lunes.

#### Galería de Arte
La galería está situada en un edificio rehabilitado que hasta el siglo pasado albergó una escuela primaria para chicas. Actualmente tiene colecciones de artistas griegos y extranjeros.

#### Reloj de la ciudad

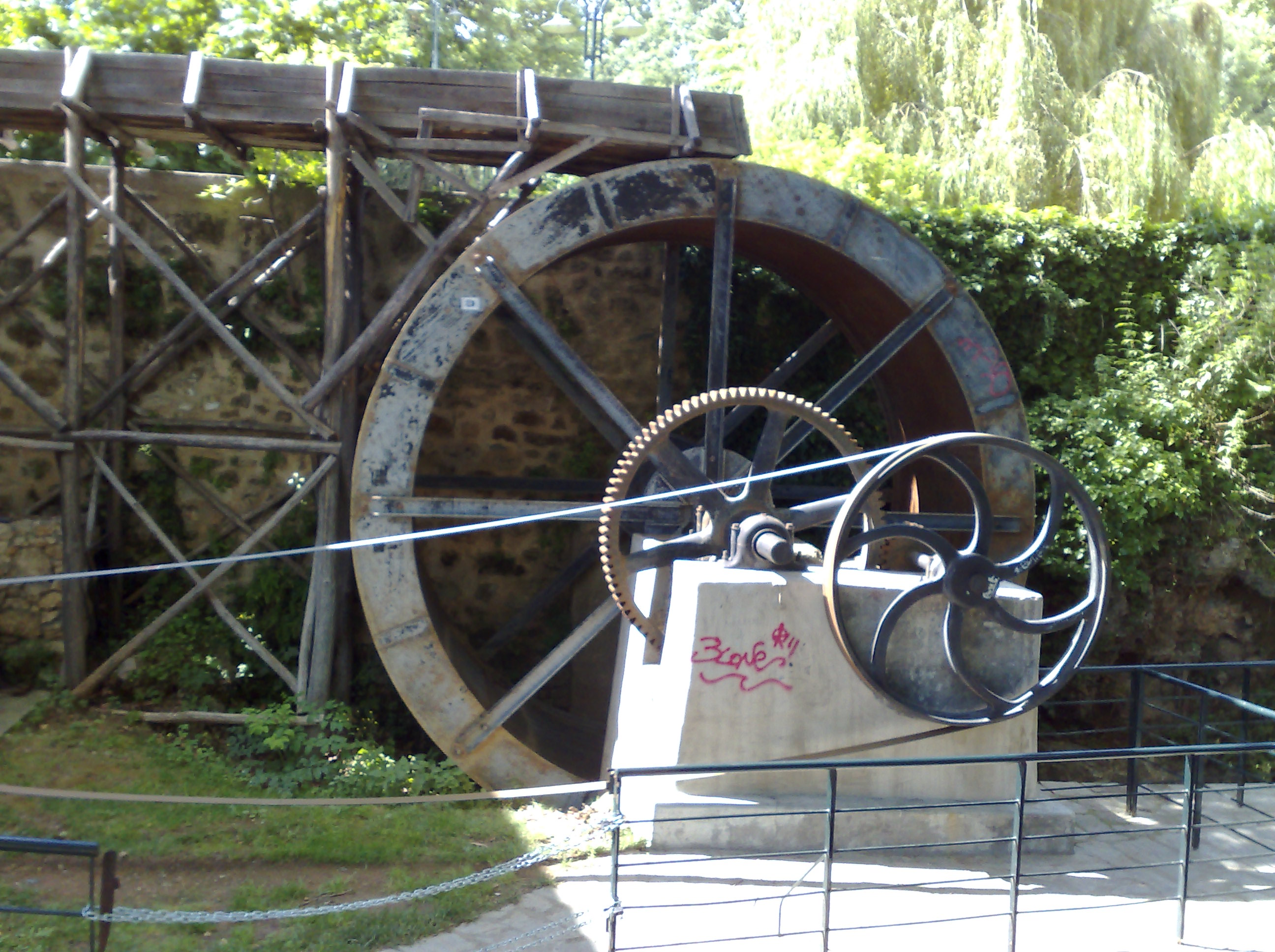
Molino de agua.

Es un reloj de piedra construido en el año 1900 y situado en el centro de la ciudad.

#### Centro Cultural
Uno de los edificios más modernos de la ciudad. Situado en la parte antigua de la ciudad, cuenta con una pequeña colección de mosaicos y de fotografías en blanco y negro. Diseñado por el arquitecto A. Pistiolis, simboliza el paso de la arquitectura macedonia a la arquitectura moderna.

#### Sociedad de Alejandro Magno
Fue construida en 1922. Es un cine, teatro, sala de conferencias, biblioteca y se imparten clases de danza, ajedrez y lectura, además de muchos otros eventos culturales. La entrada es gratuita.

#### Teatro Gavaliotissa
Un amfiteatro con capacidad para 2500 personas en el Bosque de Gavaliotissa, a 3 kilómetros. Es un bien sitio para un pícnic.

#### Polideportivo Pasa Tsair
Un polideportivo con campos de fútbol, tenis, voleibol y baloncesto. Adema´s, cuenta con un parque infantil. La entrada es gratuita.

#### Mezquita Geni Tzami
Durante la época de dominio otomano eran seis mezquitas distintas, pero actualmente sólo queda una con hallazgos arqueológicos de la zona.

#### Estación de Esquí Voras - Kaimaktsalan
Situada en el Monte Voras a una altitud de 2524 m s. n. m. y a 45 kilómetros de Édessa, lleva operando desde 1995 y es una de las más importantes estaciones de esquí de Grecia. La estación cuenta con 14 pistas y 6 telecabinas. También se imparten clases de esquí.

#### Spa de Loutraki - Pozar
Situado a 32 kilómetros de Édessa, el spa cuenta con piscinas, hidroterapia, restaurantes, bares y hoteles. Además, en la zona hay barrancos, cuevas y montañas por los que se puede dar un paseo.

#### Centro de Vuelo
El Centro de Vuelo Macedonia-Tracia está situado cerca de Panagitsa, a 26 kilómetros de Édessa y fue construido en el año 1950. Cuenta con un aeropuerto privado con dos pistas y torre de control, un hangar, taller de reparaciones, aparcamiento, un hotel con 10 habitaciónes, un hostal, restaurantes, un café-bar, entre otras muchas cosas. También tiene una pista de motocross.

## Medios de comunicación

### Televisión
- TAS
- Pella TV
- Egnatia TV

### Periódicos
En Edessa circulan periódicos como "Proiní" desde 1981 y seminarios como "Edessaikí" desde 1963. El primer periódico gratuito apareció en 2006 bajo el nombre de "Ápopsi Pellas". Periódicos ya desaparecidos en la ciudad circularon entre 1919 y los años 60. Son, entre otros, "Édessa", hasta 1919; "Nea Édessa", hasta 1921; "Nea Idea", hasta 1927, "Kírix"; hasta 1927; "Agrotikí Idea", hasta 1928; "To Zarros", hasta 1929; "Tachydromos Edéssis", hasta 1929; "Embrós", hasta 1933, "Eléftheros Logos", hasta 1934; "Pella", hasta 1954; "Icho Edessis", hasta 1957; y "Ethinikí Machi", hasta 1961.

## Residentes notables

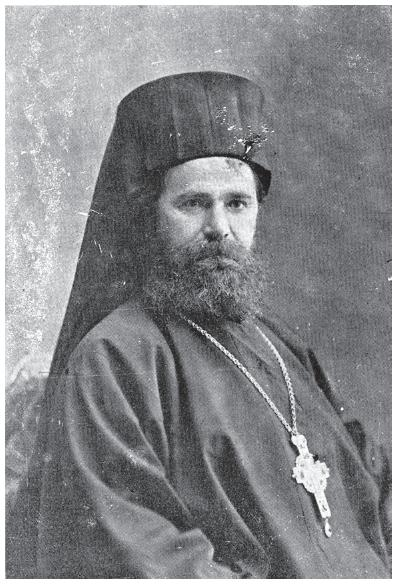
El Archimandrita Metodio Dimov

- Angelis Gatsos[19] (1771–1839), insurgente de la Guerra Griega de Independencia.
- Minas Minoidis, erudito.
- Vangel Ajanovski-Oče (1909–1996), Secretario General del SNOF.
- Marietta Chrousala (1983 - ), modelo y presentadora de televisión.
- Georgi Ajanovski (1940 - ), periodista.

## Distancias

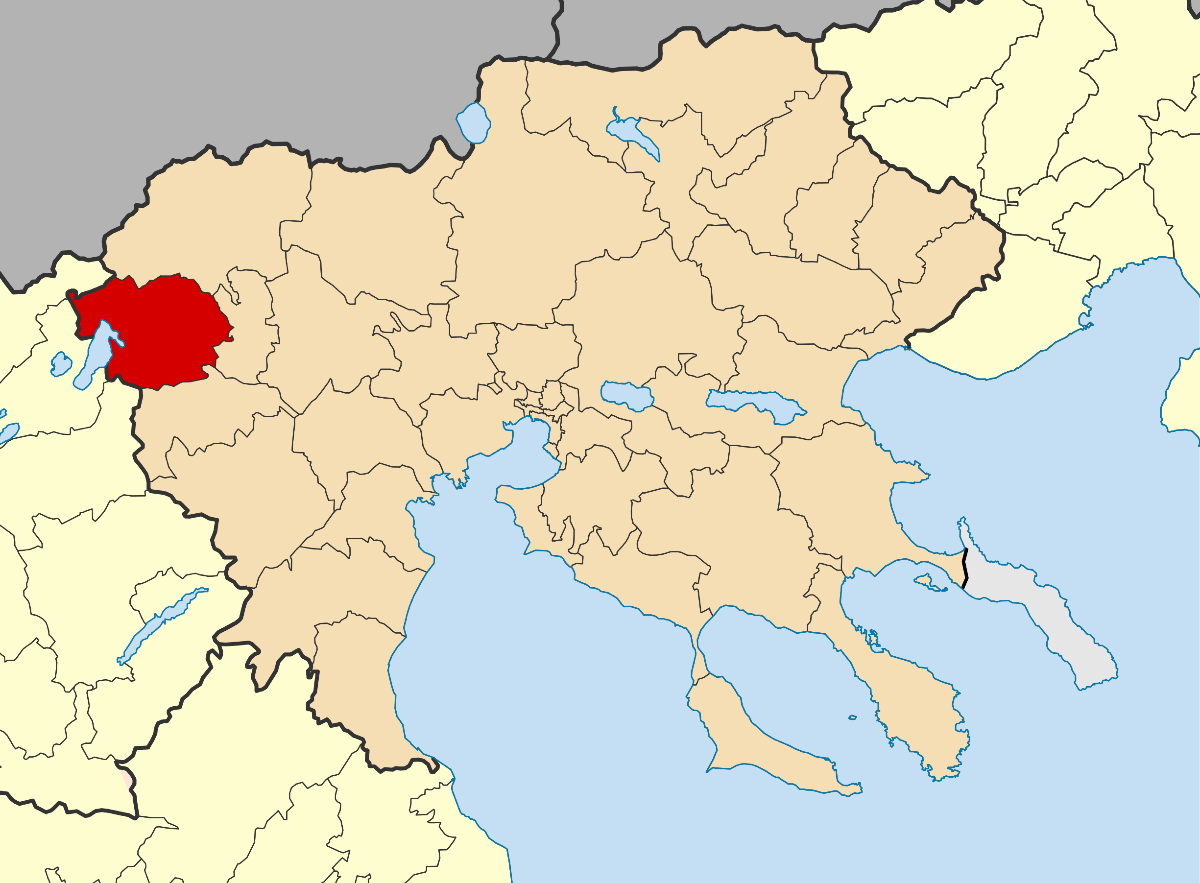
Edessa en Macedonia

- 38 kilómetros: Naousa.[20]
- 50 kilómetros: Veria.[20]
- 70 kilómetros: Flórina.[20]
- 89 kilómetros:  Tesalónica.[20]
- 89 kilómetros:  Puerto de Tesalónica.
- 98 kilómetros: Kozani.[20]
- 102 kilómetros:  Aeropuerto de Tesalónica.
- 120 kilómetros: Kastoriá.
- 120 kilómetros: Katerini.
- 560 kilómetros: Atenas.[20]

## Galería

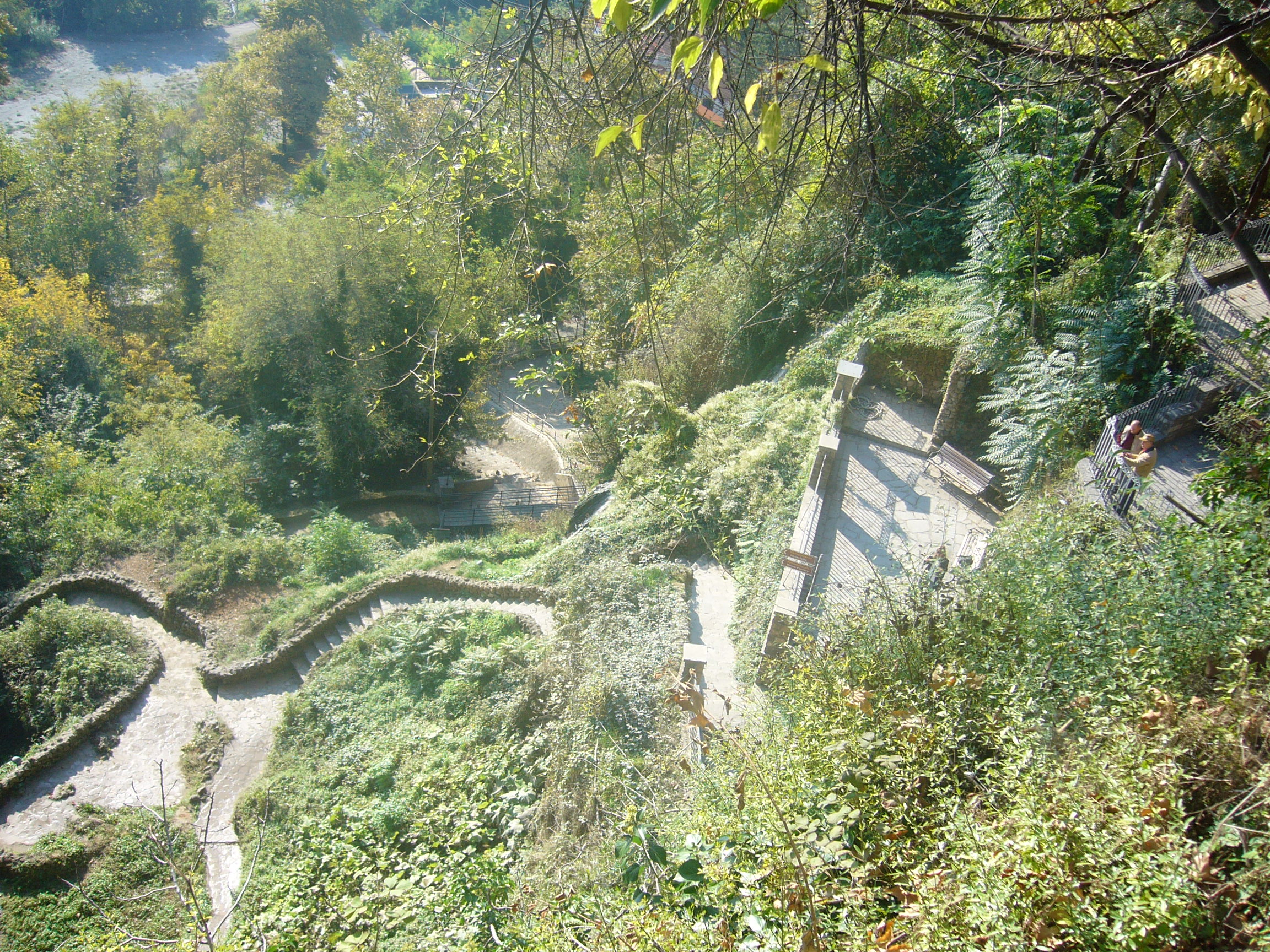
Escaleras que van desde lo alto hasta la cueva de la catarata.
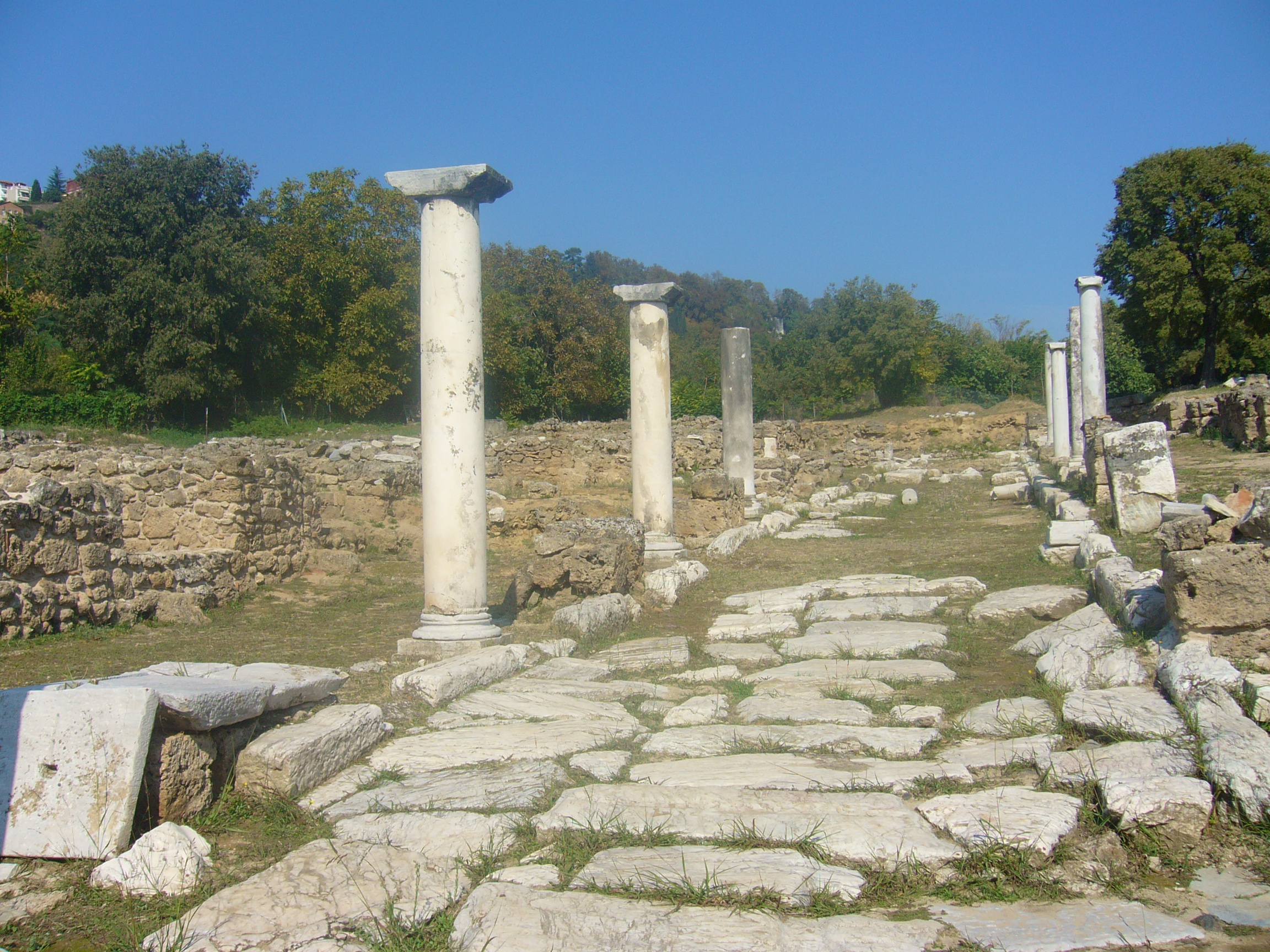
Camino de la ciudad antigua.
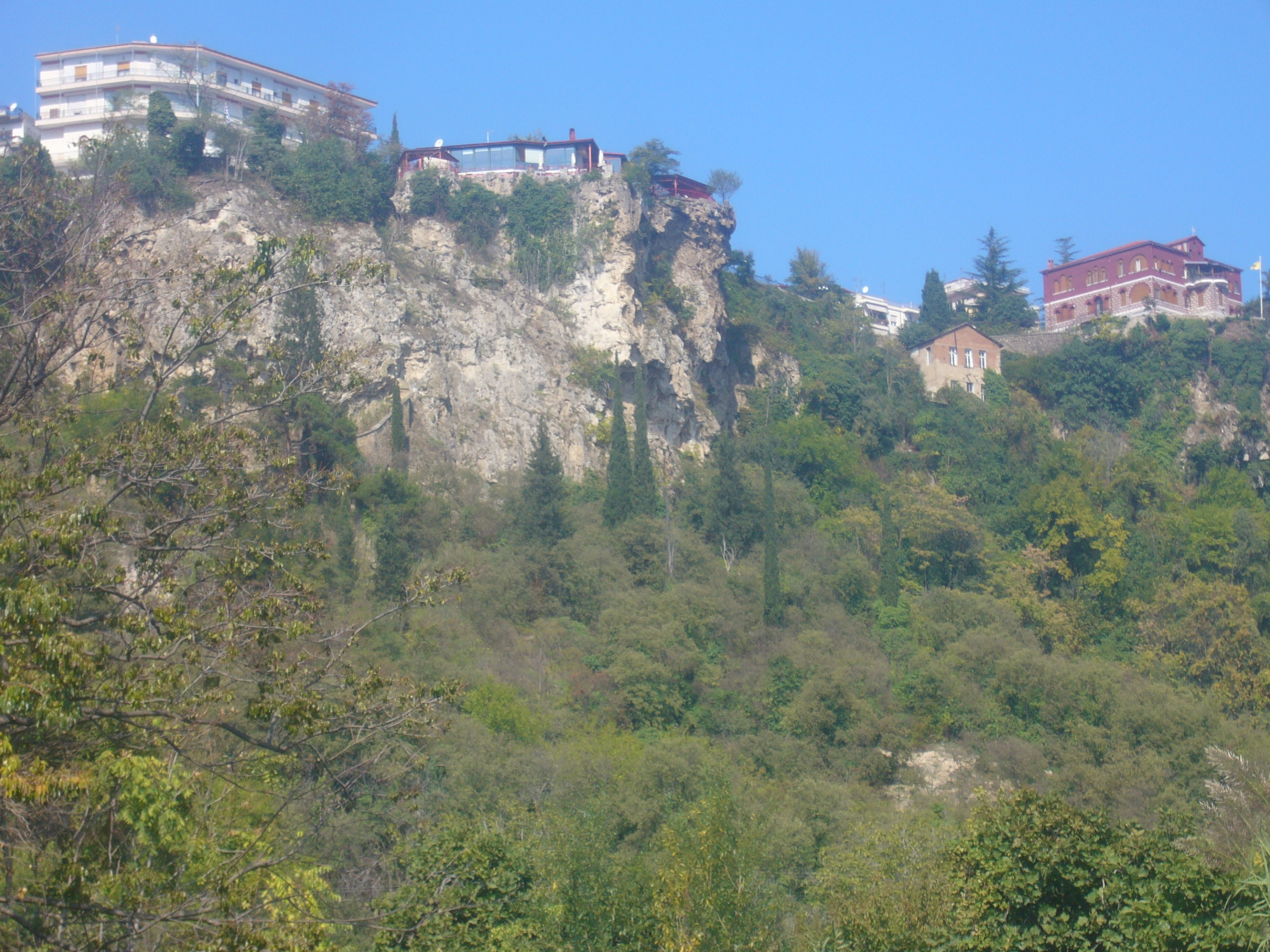
Édessa desde el pie de la montaña.
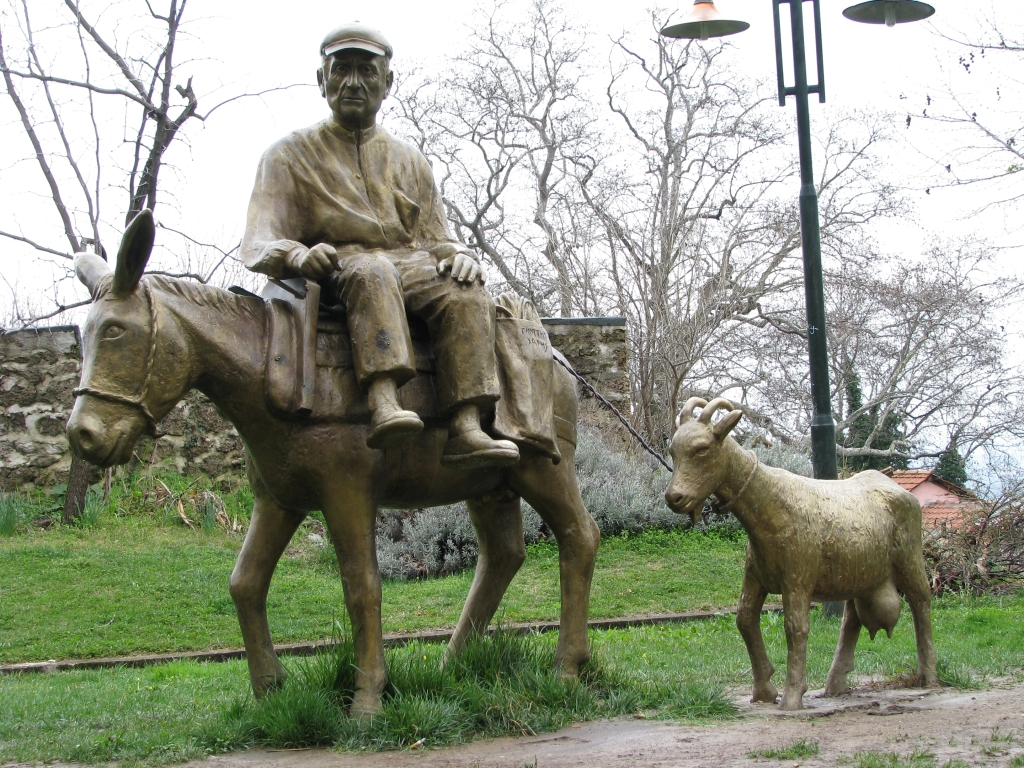
Estatua en el centro.
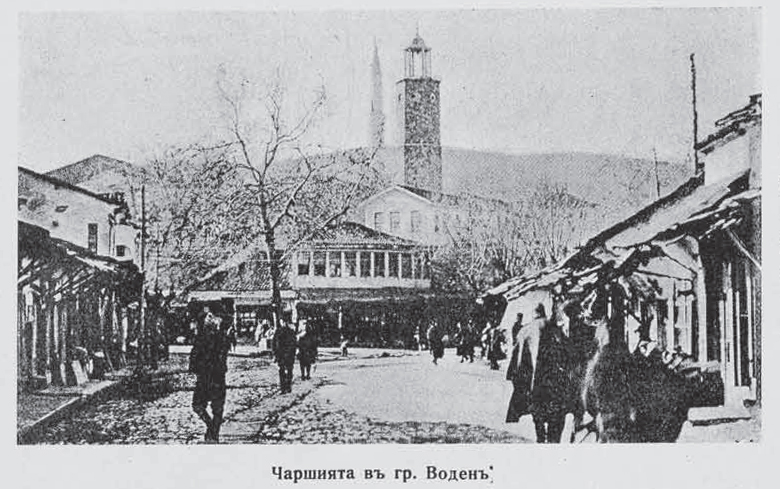
La calle principal de Edessa.

## Ciudades hermanadas
- Gornji Milanovac, Serbia.
- Pleven, Bulgaria.